# صورتک آگاممنون
صورتک آگاممنون (انگلیسی: Mask of Agamemnon) دست‌ساختهای زرین است که در سال ۱۸۷۶ در منطقه باستان‌شناسی موکنای یونان به دست هاینریش شلیمان کشف شد. این دست‌ساخته که از طلا ساخته شده بر صورت پیکری مدفون در دالانی در گورستان منطقه موکنای کشف شد. شلیمان معتقد بود که پیکر کشف شده متعلق به آگاممنون است، لیکن پژوهش‌های جدید حاکی از آن است که صورتک در سال‌های ۱۵۰۰–۱۵۵۰ قبل از میلاد و پیش از آگاممنون ساخته شده است. این صورتک در موزه باستان‌شناسی ملی آتن نگهداری می‌شود.